# Diocesi di Zuri
La diocesi di Zuri (in latino Dioecesis Zuritana) è una sede soppressa e sede titolare della Chiesa cattolica.

## Storia
Zuri, forse identificabile con Aïn-Djour nell'odierna Tunisia, è un'antica sede episcopale della provincia romana dell'Africa Proconsolare, suffraganea dell'arcidiocesi di Cartagine.
A questa diocesi africana è attribuito un solo vescovo, il cattolico Paolino, che prese parte alla conferenza di Cartagine del 411, che vide riuniti assieme i vescovi cattolici e donatisti dell'Africa romana.
Dal 1928 Zuri è annoverata tra le sedi vescovili titolari della Chiesa cattolica; dal 1º giugno 2009 il vescovo titolare è Guerino Di Tora, già vescovo ausiliare di Roma.

## Cronotassi

### Vescovi
- Paolino † (menzionato nel 411)

### Vescovi titolari
- Franz Joseph Fischer † (19 dicembre 1929 - 24 luglio 1958 deceduto)
- Auguste-Callixte-Jean Bonnabel † (13 febbraio 1961 - 7 novembre 1967 deceduto)
- Jean Jadot † (23 febbraio 1968 - 21 gennaio 2009 deceduto)
  - Gerhard Maria Wagner (31 gennaio 2009 - 2 marzo 2009 dimesso) (vescovo eletto)
- Guerino Di Tora, dal 1º giugno 2009